# Petriwka (hromada Skorochodowe)
Petriwka (ukr. Петрівка, do 2016 Czapajewe, ukr. Чапаєве) – wieś na Ukrainie, w obwodzie połtawskim, w rejonie połtawskim, w hromadzie Skorochodowe. W 2025 liczyła 1254 mieszkańców, wskazało jako ojczysty język ukraiński, rosyjski, białoruski, inny.